# Ogoa perfasciata
Ogoa perfasciata är en fjärilsart som beskrevs av Wichgraf 1913. Ogoa perfasciata ingår i släktet Ogoa och familjen tofsspinnare. Inga underarter finns listade i Catalogue of Life.